# Белтон, Чарлз Патрик
Чарлз Патрик Белтон (англ. Charles Patrick Belton, 1905 — 9 апреля 1981) — новозеландский шахматист и шахматный функционер.
В 1940—1950-х гг. занимал пост президента Новозеландской шахматной федерации. Был инициатором проведения чемпионата острова Северный (с 1954 г.).
В начале 1930-х гг. был чемпионом шахматного клуба в Гамильтоне. В 1936 г. участвовал в гастролях Л. Штейнера по Новой Зеландии и выиграл у него показательную партию.
Неоднократно участвовал в чемпионатах Новой Зеландии. Дважды побеждал в чемпионатах острова Северный (1954 и 1957 гг.).
Организовал в Окленде шахматный клуб "Dominion Road Chess Club" (позже объединился с Оклендским шахматным клубом). Занимался бизнесом, связанным с продажей недвижимости, организовал фонд для Оклендского шахматного клуба (позже на средства фонда было куплено нынешнее помещение клуба).

## Спортивные результаты
| Год         | Город   | Соревнование               | + | − | = | Результат | Место |
| ----------- | ------- | -------------------------- | - | - | - | --------- | ----- |
| 1937 / 1938 | Данидин | Чемпионат Новой Зеландии   |   |   |   |           | [ 2 ] |
| 1949 / 1950 | Окленд  | Чемпионат Новой Зеландии   |   |   |   |           | [ 3 ] |
| 1951 / 1952 | Нейпир  | Чемпионат Новой Зеландии   |   |   |   |           | [ 4 ] |
| 1954        |         | Чемпионат острова Северный |   |   |   |           | 1     |
| 1954 / 1955 | Окленд  | Чемпионат Новой Зеландии   |   |   |   |           | [ 4 ] |
| 1957        |         | Чемпионат острова Северный |   |   |   |           | 1     |
| 1963 / 1964 | Окленд  | Чемпионат Новой Зеландии   |   |   |   |           | [ 5 ] |